# 二疏城遗址
二疏城遗址，位于山东省枣庄市峄城区萝藤乡萝藤村，是中华人民共和国山东省文物保护单位之一。
1992年6月12日，授予山东省文物保护单位，是一座古遗址。